# ساپالا
ساپالا (به اسپانیایی: Zapala) شهری در کشور آرژانتین، ایالت نئوکن است که در سال ۲۰۰۹ میلادی، حدود ۳۱٬۲۳۱ نفر جمعیت داشته‌است.